# 交城県
交城県（こうじょう-けん）は中華人民共和国山西省呂梁市に位置する県。

## 歴史
596年（開皇16年）、隋代により晋陽県より分割設置された。1958年に汾陽県に編入されたが、1960年に再設置され現在に至る。

## 行政区画
- 鎮:天寧鎮、夏家営鎮、西営鎮、水峪貫鎮、西社鎮、龐泉溝鎮、洪相鎮
- 郷:東坡底郷